# Game Link Cable

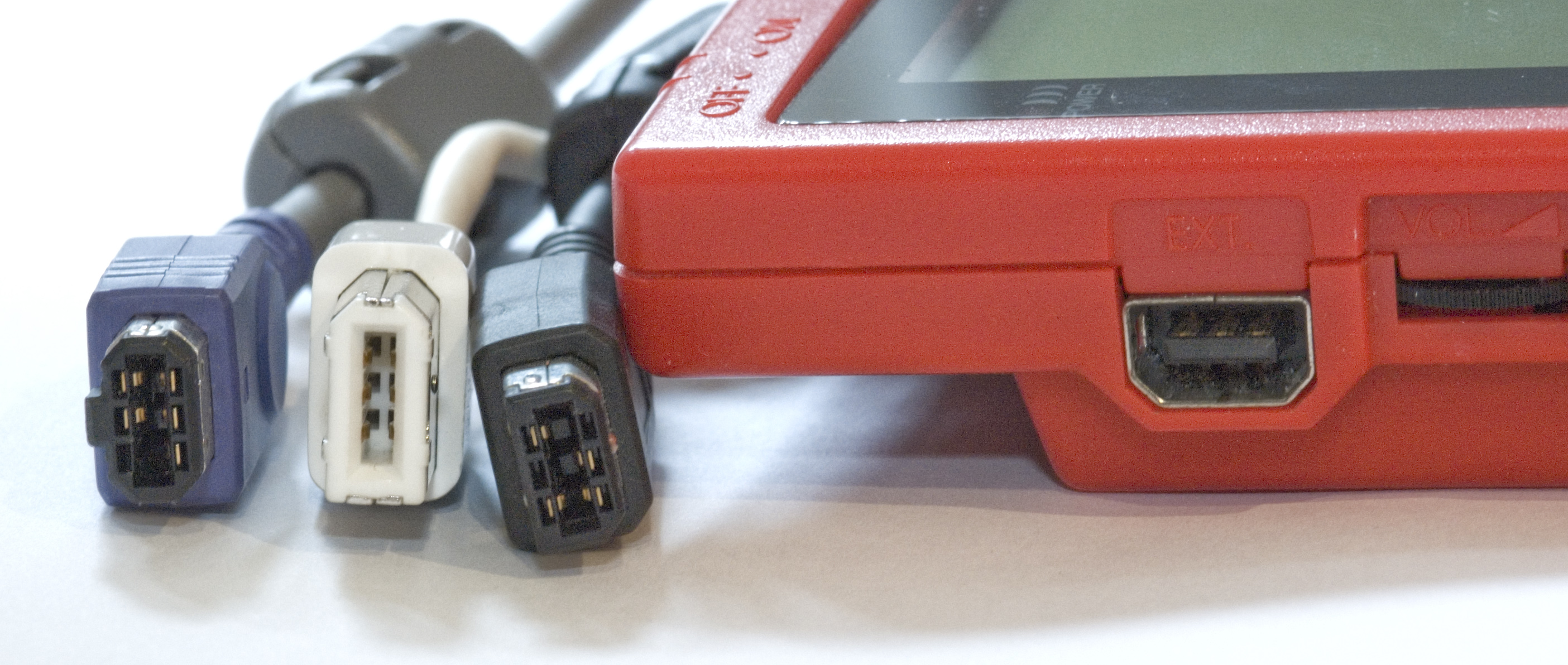
Da sinistra a destra: un connettore di Game Boy Advance Game Link Cable, un connettore FireWire 400, un connettore Universal Game Link, ed una porta Game Boy Pocket link cable.

Il Game Link Cable della Nintendo è un accessorio per la serie di consolle portatili Game Boy che permette ai giocatori di connettere i Game Boy di qualsiasi tipo per giocare in multiplayer. In base ai giochi, il Game Link Cable può essere usato per connettere due unità su cui è eseguito lo stesso gioco, come Tetris, o due giochi compatibili come Pokémon Rosso e Blu. Questo tipo di interfaccia consente, in base al titolo, le sfide uno contro uno, il gioco cooperativo, lo scambio di oggetti, lo sblocco di caratteristiche nascoste, ecc.

## Prima generazione

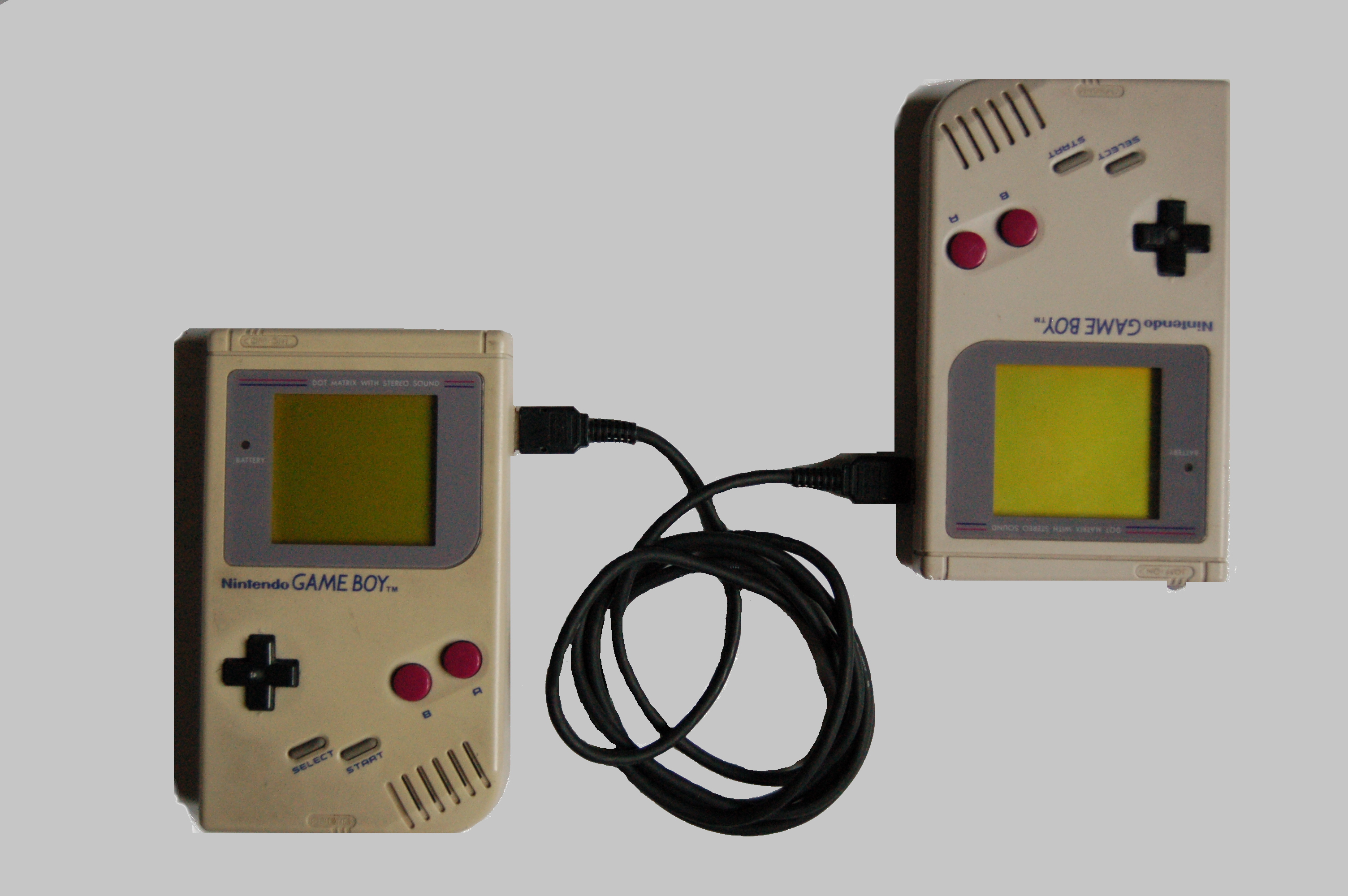
Due Game Boy connessi tramite un DMG-04

La prima generazione del Game Link Cable (modello DMG-04) è stata rilasciata insieme al Game Boy originale ed ha dei connettori "grandi" ad entrambe le estremità. Può essere usato per connettere due Game Boy originali per giocare con i titoli compatibili con il cavo Game Link, tipicamente contrassegnati dal logo "Game Link" (o anche "Game Boy Video Link") sulla confezione e sulla cartuccia.
Una selezione di alcuni titoli, come F-1 Race, supporta il multiplayer fino a quattro giocatori, anche se sono necessari tre cavi Game Link addizionali e l'apposito adattatore Game Boy Four Player Adapter (modello DMG-07).
Dopo l'ingresso nel mercato del Game Boy Pocket, la Nintendo ha iniziato a vendere connettori Game Link più piccoli (vedi "Seconda generazione") ed ha messo in commercio un adattatore chiamato Game Link Cable Adaptor (modello MGB-004) che può essere usato insieme al Game Link Cable originale (modello DMG-04) per poter connettere un Game Boy originale ad un Game Boy Pocket/Color.

## Seconda generazione

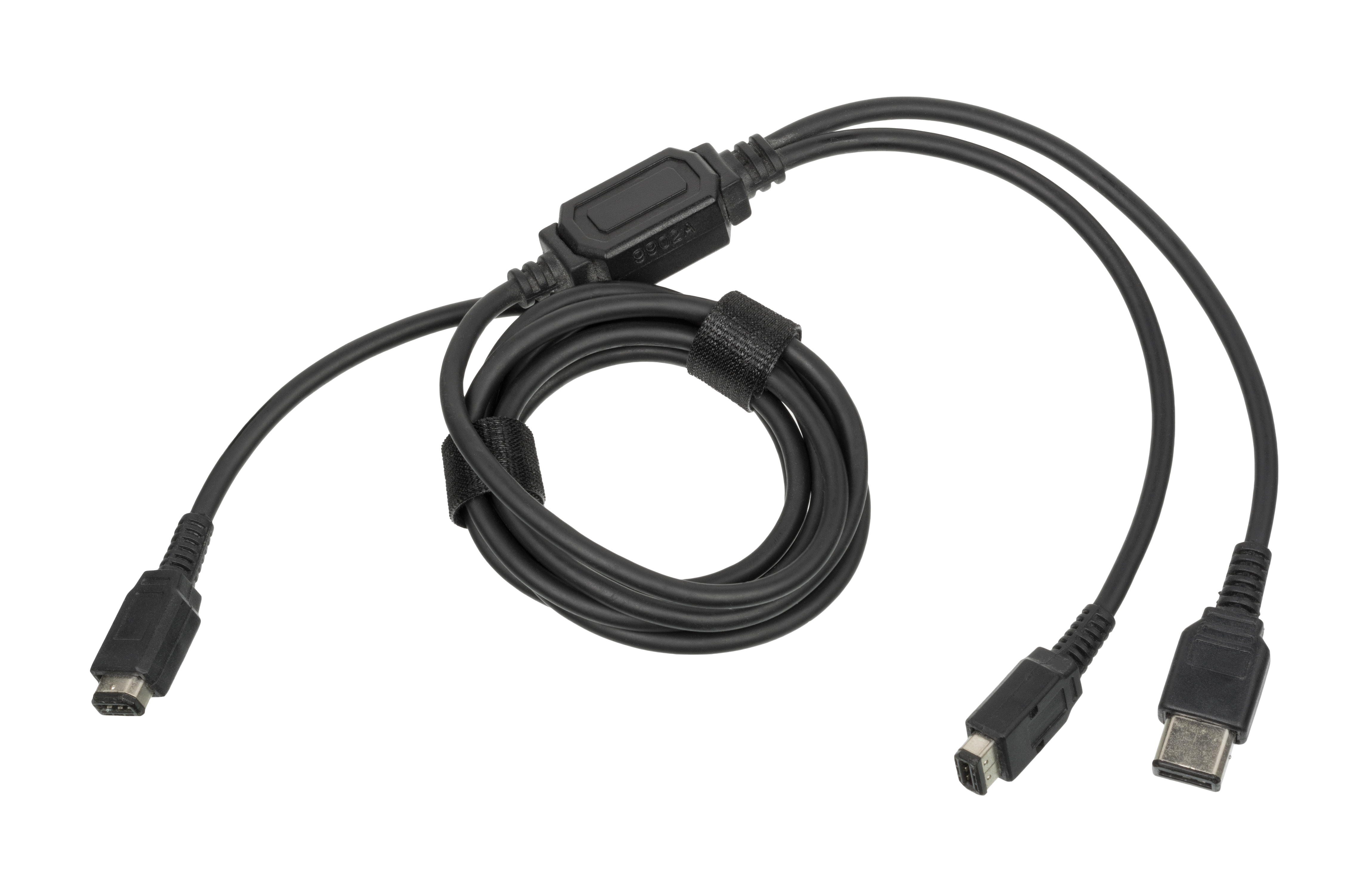
Un cavo di seconda generazione con doppio connettore per i vecchi Game Boy.

La seconda generazione è iniziata con la distribuzione del Game Boy Pocket che usa un connettore Game Link molto più piccolo rispetto a quelli del Game Boy originale. Anche se la posizione dei pin e la forma di base della porta sono fondamentalmente gli stessi, la sua dimensione ridotta ha richiesto la distribuzione di nuovi Game Link Cable.
La seconda generazione dei Game Link Cable è composta da vari modelli, anche se le funzioni sono le stesse. Il primo è stato chiamato Game Boy Pocket Game Link Cable (modello MGB-008) e fu progettato per il Game Boy Pocket. Il modello MGB-008 fu l'unico Game Link Cable di colore bianco ed è stato distribuito solo in Giappone. Il modello MGB-008 dispone dei connettori ridotti della seconda generazione ad entrambe le estremità, permettendo così la connessione di due Game Boy Pocket.
Successivamente fu introdotto l'Universal Game Link Cable (modello MGB-010). Dispone di un connettore ridotto di seconda generazione ad una estremità, ma il cavo si divide e dispone sia di un connettore di prima generazione che uno di seconda (anche se uno solo di questi due può essere usato nello stesso momento). Questo cavo di connessione era compreso con la Game Boy Printer negli USA ed in Europa, e non sembra essere stato mai distribuito separatamente.
Dopo il Game Boy Pocket fu la volta del Game Boy Light (un Game Boy Pocket retroilluminato distribuito solo in Giappone), e del Game Boy Color, tutti con lo stesso connettore. Sia i giochi del Game Boy Color che quelli del Game Boy originale funzionano con i connettori di seconda generazione. Di conseguenza il Game Boy Color è compatibile con i modelli MGB-008 ed MGB-010. Nonostante questo per il Game Boy Color è stato realizzato un cavo apposito, il Game Boy Color Game Link Cable (modello CGB-003), funzionalmente identico al MGB-008.
La Nintendo ha inoltre distribuito un piccolo adattatore chiamato Universal Game Link Adapter (modello DMG-14) che dispone di un connettore di seconda generazione ed una presa di prima. L'adattatore può essere usato sia con l'MGB-008 che il CGB-003 e dispone di una piccola briglia che permette di ancorare entrambi i cavi. Negli USA ed in Europa, la Nintendo ha distribuito il CGB-003 ed il DMG-14 in una confezione chiamata Universal Game Link Cable Set. Dato che la confezione dispone sia del cavo CGB-003 con i connettori piccoli di seconda generazione ad entrambe le estremità, sia l'adattatore alla prima generazione DMG-14, consente di fatto la connessione sia tra due Game Boy Pocket/Color che tra un Game Boy originale ed un Game Boy Pocket/Color.
Anche il Super Game Boy 2 condivide la porta Game Link di seconda generazione, e quindi richiede gli stessi cavi ed adattatori.

## Terza generazione

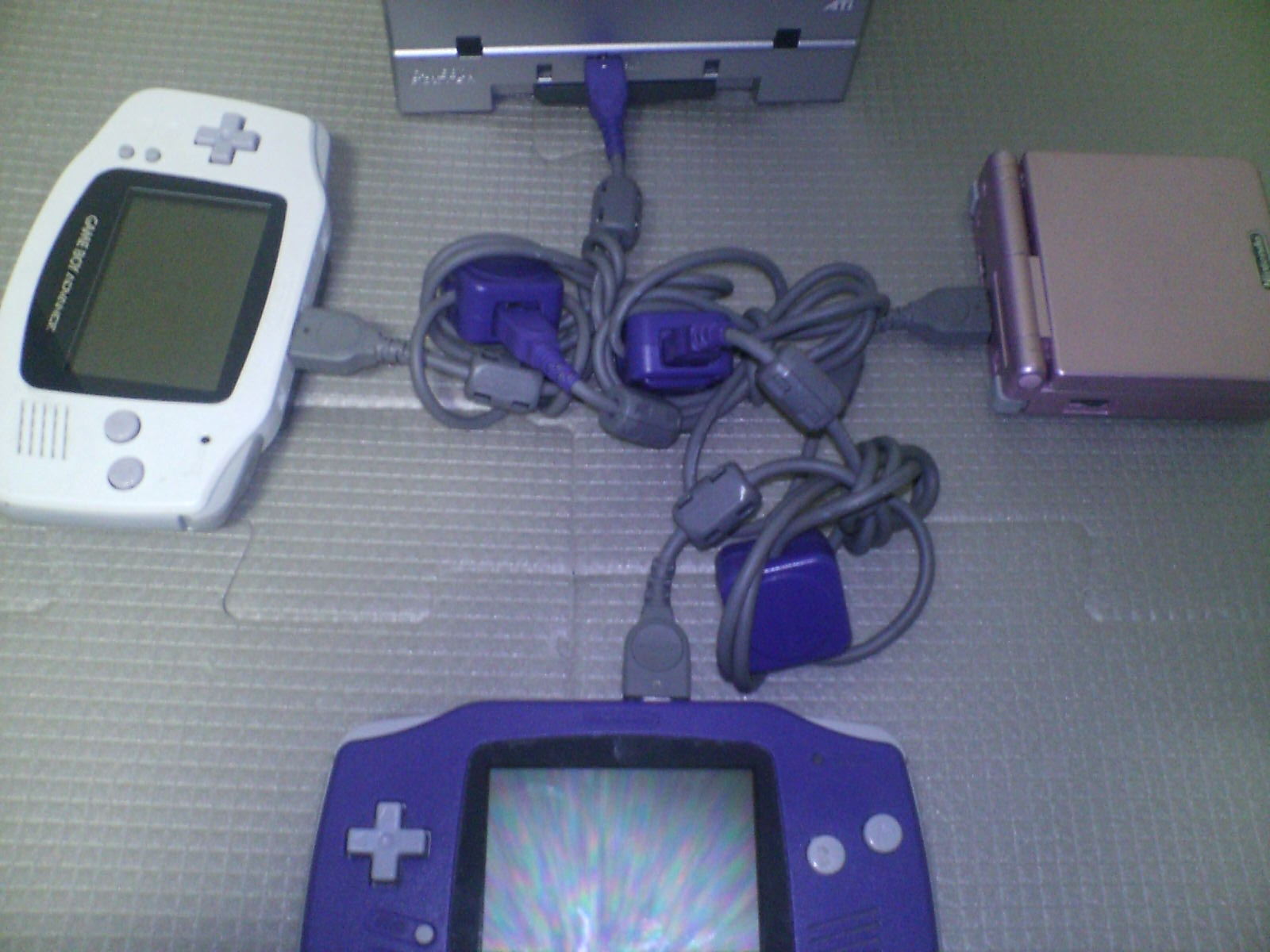
4 giocatori connessi: 2 GBA, 1 GBA SP ed 1 GameCube

La terza generazione è iniziata con la distribuzione del Game Boy Advance, distribuito con il proprio cavo di collegamento chiamato Game Boy Advance Game Link Cable (modello AGB-005). Dispone di un nuovo tipo di connettore utilizzato dal Game Boy Advance, dal Game Boy Advance SP e dal Game Boy Player. Questo cavo di collegamento può connettere solamente giochi del Game Boy Advance che lo supportano.
Una piccola porta è presente a metà del cavo, permettendo la connessione di un secondo cavo Game Link. Un terzo cavo può infine diramarsi dal secondo, permettendo così la connessione di quattro dispositivi compatibili - e quindi un multiplayer di quattro giocatori. L'ordine di connessione dei cavi indica l'ordine dei giocatori; il primo giocatore si connette al capo viola del cavo, e tutti gli altri si connettono al capo grigio, data la forma dei connettori e degli spinotti.
La forma dei connettori di terza generazione è quasi identica a quelli della seconda tranne che per un contatto supplementare ed una tacca sulla presa per evitare che cavo Game Boy Advance Game Link sia inserito per sbaglio in un modello di Game Boy più vecchio. La forma praticamente identica della porta permette al Game Boy Advance, al Game Boy Advance SP ed al Game Boy Player di accettare tutti i cavi Game Link di seconda generazione, ma solo a scopo di retrocompatibilità tra i giochi del Game Boy e del Game Boy Color. I cavi Game Link di seconda generazione non possono essere utilizzati per connettere giochi del Game Boy Advance, ed i cavi Game Link di terza generazione non possono essere utilizzati per connettere giochi del Game Boy o Game Boy Color.
Anche il Nintendo e-Reader ha la porta di connessione di terza generazione, ma dal momento che è incompatibile con i giochi del Game Boy e Game Boy Color, non è di fatto retrocompatibile con i cavi Game Link di seconda generazione.
Per le consolle Game Boy Advance, Game Boy Advance SP, e-Reader, e Game Boy Player esiste anche il Game Boy Advance Wireless Adapter (modello AGB-015). L'adattatore permette fino a cinque giocatori di cimentarsi nello stesso gioco, anche se è in grado di connettere fino a trentanove copie di Pokémon Rosso Fuoco e Verde Foglia in una lobby virtuale chiamata la "Union Room". A differenza del modello AGB-005, l'adattatore wireless non è compatibile con tutti i giochi multiplayer del Game Boy Advance, ma solo con quelli progettati per supportarlo specificatamente.

## Quarta generazione
La quarta ed ultima generazione dei cavi Game Link, chiamata Game Boy Micro Game Link Cable (modello OXY-008), è stata progettata specificatamente per essere usata con il Game Boy Micro. Il Game Boy Micro ha un connettore ancora più piccolo di quello del Game Boy Advance, e quindi necessita di un cavo Game Link dedicato. Il cavo di connessione dispone di uno spinotto di quarta generazione ad entrambe le estremità in modo da poter connettere due Game Boy Micro. In alternativa, il cavo Game Boy Micro Game Link può essere utilizzato con il Game Boy Micro Converter Connector (modello OXY-009) per connettere un Game Boy Micro ed un Game Boy Advance o Game Boy Advance SP. Come avviene per il Game Boy Advance Game Link Cable, anche il Game Boy Micro Game Link Cable dispone di una porta nel centro, utilizzata per connettere altri cavi in modo da collegare fino a quattro unità.
Per il Game Boy Micro esiste anche il Game Boy Micro Wireless Adapter (modello OXY-004). Il modello OXY-004 è compatibile con tutti quei giochi in grado di comunicare con il modello AGB-015 e può comunicare con il modello AGB-015 per connettere tra loro uno o più Game Boy Micro ed uno o più Game Boy Advance o Game Boy Advance SP.

## Altri cavi di collegamento
La Nintendo ha progettato un Game Link Cable per il Virtual Boy (modello VUE-004), senza però mai metterlo in commercio. Anche se per questa piattaforma non esistono titoli ufficiali che supportano il multigiocatore, esistono istruzioni per realizzare un cavo di collegamento non ufficiale.

### GameCube – Game Boy Advance link cable
Il GameCube – Game Boy Advance link cable (DOL-011) è un cavo utilizzato per collegare il Game Boy Advance (GBA) al GameCube (GCN). Il cavo offre funzioni differenti in base ai giochi. Queste funzioni includono sbloccare contenuti extra, utilizzare il GBA come schermo secondario, utilizzare il GBA come controller secondario e trasferire oggetti di gioco tra giochi correlati. Quando usato con l'accessorio Game Boy Player, il GBA può essere utilizzato per controllare qualsiasi titolo del Game Boy eseguito sul GameCube.
Una delle estremità del cavo ha uno spinotto che si collega alla presa del controller del GameCube, mentre l'altra estremità si collega alla porta del link cable del GBA. Il cavo è compatibile sia con il GameCube che con il Wii lato console, mentre lato periferica è compatibile con il Game Boy Advance, il Game Boy Advance SP, il Game Boy Player, ed il Nintendo e-Reader. Dato che nel Game Boy Micro la porta di collegamento ha una forma differente, il cavo ufficialmente non lo supporta.